# Плонськ (гміна)
Гміна Плонськ (пол. Gmina Płońsk) — сільська гміна у центральній Польщі. Належить до Плонського повіту Мазовецького воєводства.
Станом на 31 грудня 2011 у гміні проживало 7516 осіб.

## Площа
Згідно з даними за 2007 рік площа гміни становила 127.30 км², у тому числі:
- орні землі: 87.00%
- ліси: 5.00%

Таким чином, площа гміни становить 9.20% площі повіту.

## Населення
Станом на 31 грудня 2011:
| Опис     | Загалом | Загалом | Чоловіки | Чоловіки | Жінки | Жінки |
| -------- | ------- | ------- | -------- | -------- | ----- | ----- |
| одиниця  | осіб    | %       | осіб     | %        | осіб  | %     |
| все      | 7516    | 100     | 3789     | 50.41    | 3727  | 49.59 |
| міське   | 0       | 100     | 0        |          | 0     |       |
| сільське | 7516    | 100     | 3789     | 50.41    | 3727  | 49.59 |

## Сусідні гміни
Гміна Плонськ межує з такими гмінами: Бабошево, Дзежонжня, Залуський, Йонець, Нарушево, Плонськ, Сохоцин.